# Кизилкіянський сільський округ
Кизилкія́нський сільський округ (каз. Қызылқия ауылдық округі, рос. Кызылкиянский сельский округ) — адміністративна одиниця у складі Казигуртського району Туркестанської області Казахстану. Адміністративний центр — село Тугиртас.
Населення — 10320 осіб (2021; 8260 у 2009, 6451 у 1999, 4817 у 1989).
Станом на 1989 рік існувала Кизилкіянська сільська рада (села Интали, Калініно, Комсомол, Новостройка). Станом на 1999 та 2009 роки центром сільського округу було село Кизилкія.

## Склад
До складу округу входять такі населені пункти:
| Населений пункт   | Колишні назви | Населення, осіб (1989) | Населення, осіб (1999) | Населення, осіб (2009) | Населення, осіб (2021) |
| ----------------- | ------------- | ---------------------- | ---------------------- | ---------------------- | ---------------------- |
| Атажурт, село     | -             | -                      | -                      | -                      | -                      |
| Айнатас, село     | Комсомол      | 833                    | 1015                   | 1366                   | 2626                   |
| --Кумискора       | -             | -                      | -                      | -                      | 7                      |
| --Куанишкора      | -             | -                      | -                      | -                      | 10                     |
| Интали, село      | -             | 1104                   | 1193                   | 1384                   | 1602                   |
| Кизилкія, село    | Новостройка   | 2701                   | 4078                   | 3892                   | 4228                   |
| --Боранбай-Ушуї   | -             | -                      | -                      | -                      | 11                     |
| Кизилсенгір, село | -             | -                      | -                      | 1394                   | 1641                   |
| Тугиртас, село    | Калініно      | 179                    | 165                    | 224                    | 180                    |
| --Жанакора        | -             | -                      | -                      | -                      | 4                      |
| --Куміскора       | -             | -                      | -                      | -                      | 11                     |